# Pseudaneitea sorenseni
Pseudaneitea sorenseni är en snäckart som beskrevs av Powell 1955. Pseudaneitea sorenseni ingår i släktet Pseudaneitea och familjen Athoracophoridae. Inga underarter finns listade i Catalogue of Life.